# برايان غاي
برايان غاي (بالإنجليزية: Brian Gay)‏ هو لاعب غولف أمريكي، ولد في 14 ديسمبر 1971 في فورت وورث في الولايات المتحدة.

## وصلات خارجية
- برايان غاي على موقع رابطة لاعبي الغولف المحترفين (الإنجليزية)
- برايان غاي على موقع التصنيف العالمي الرسمي للغولف (الإنجليزية)